# Jinshajiang Road
Jinshajiang Road is een station van de metro van Shanghai, gelegen in het district Putuo. Het station werd geopend op 26 december 2000 en is onderdeel van lijn 3, lijn 4 (sinds 31 december 2005) en lijn 13 (sinds 30 december 2012).
Het station ligt vlak bij het winkelcentrum Global Harbor en de East China Normal University.

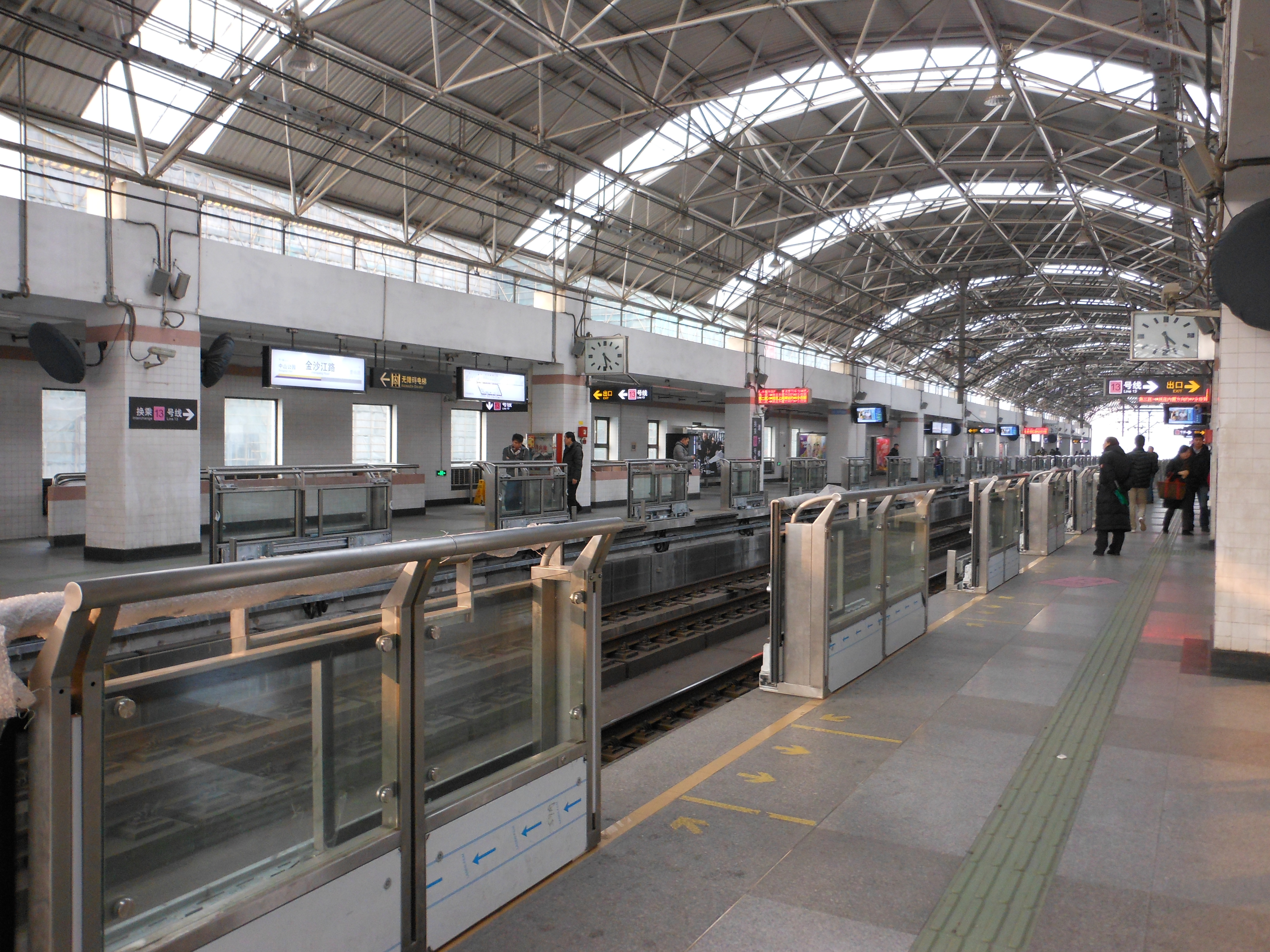
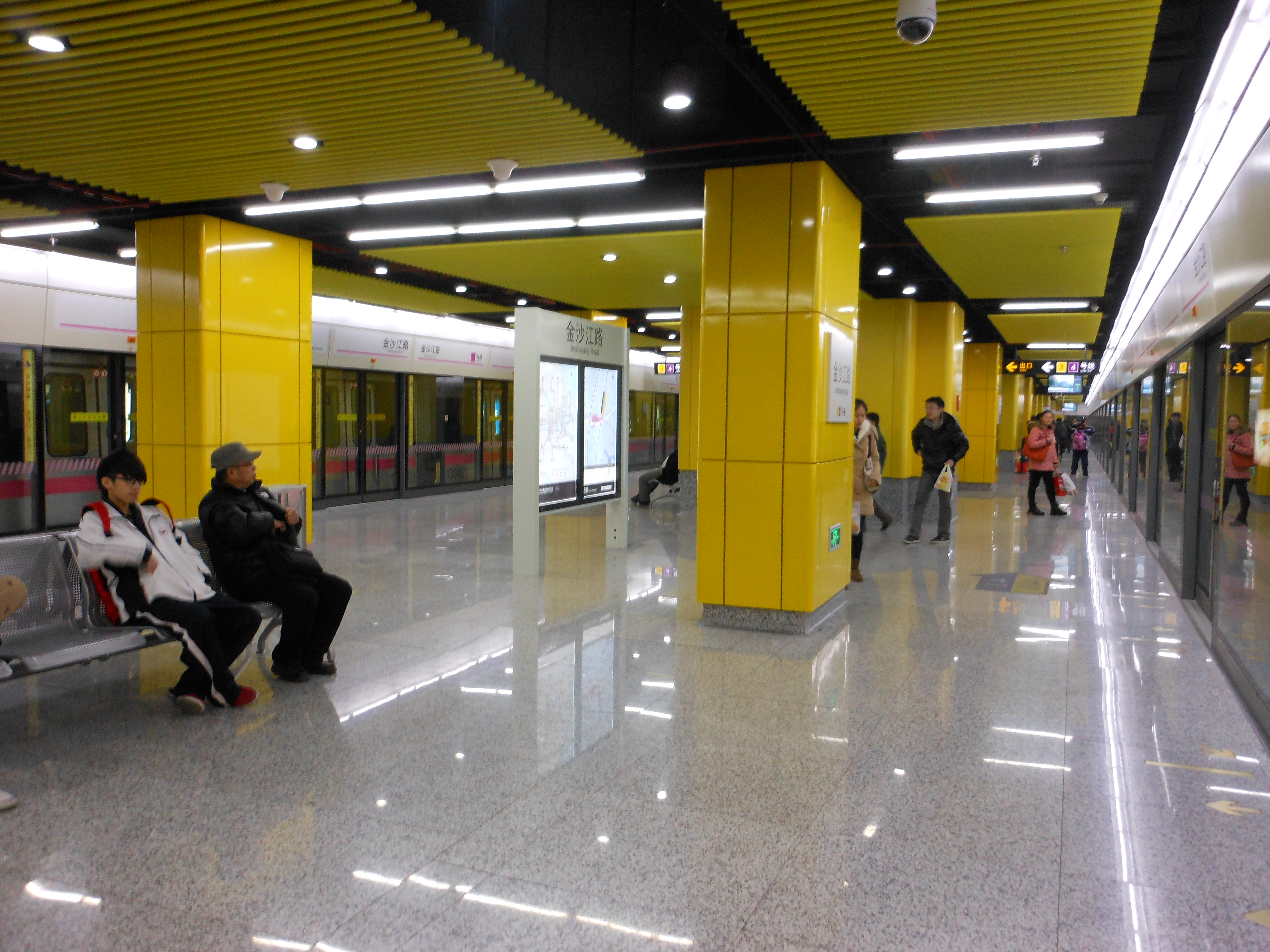
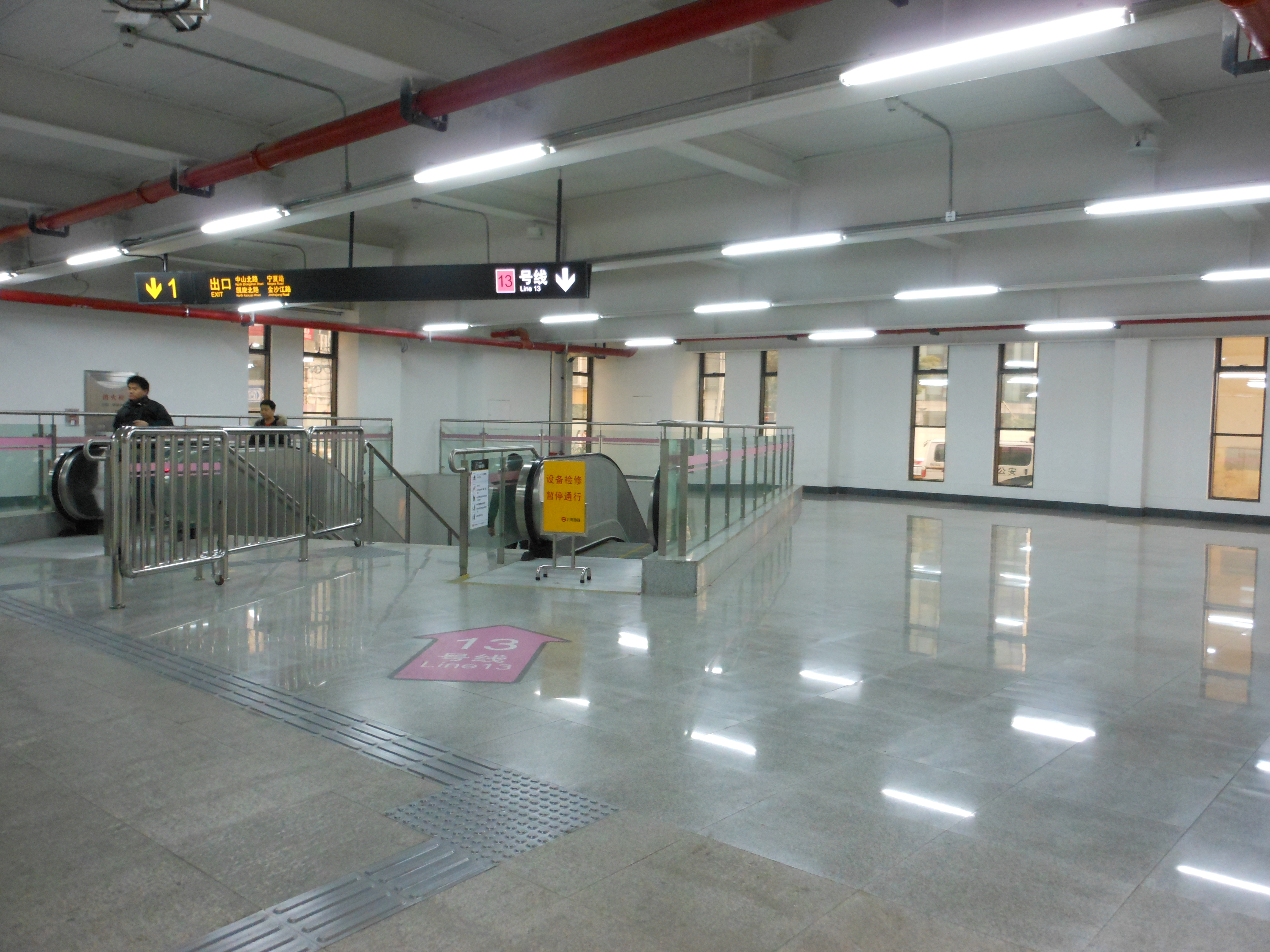